# Premi Ateneo de Sevilla
El Premi Ateneo de Sevilla és un concurs literari convocat per l'Ateneo de Sevilla. La primera edició va tenir lloc en 1969 i es va iniciar gràcies al patrocini de José Manuel Lara Hernández, fundador de l'Editorial Planeta. L'organització era a càrrec de l'Ateneo de Sevilla, la concessió se celebrava en l'Hotel Alfonso XIII de Sevilla i hi havia una única categoria, la de novel·la. La primera quantia del Premi pujà a 100.000 pessetes (equivalents a 12.334,53 euros de 2010). La participació de l'Editorial Planeta va durar fins a 1996. A partir de llavors, es va fer càrrec de la publicació l'editorial sevillana Algaida i ha comptat amb diversos patrocinadors.

## Categories
Posteriorment es va crear el Premi Ateneo Joven de novel·la i també els premis de poesia i història.

## Guanyadors[1]

### Novel·la
- 1969 Manuel Pombo Angulo per La sombra de las banderas
- 1970 Torcuato Luca de Tena per Pepa Niebla
- 1971 Pedro Pablo Padilla per Del ático al entresuelo
- 1972 Manuel Barrios Gutiérrez per Epitafio para un señorito
- 1973 Ángel María de Lera per Se vende un hombre
- 1974 Rodrigo Royo per Todavía
- 1975 Cristóbal Zaragoza per Manú
- 1976 José Luis Olaizola Sarriá per Planicio
- 1977 Carlos Rojas Vila per Memorias inéditas de José Antonio Primo de Rivera
- 1978 José Salas y Guirior per Un viento que pasa
- 1979 Jordi Sierra i Fabra per En Canarias se ha puesto el sol
- 1980 Carmen Conde Abellán per Soy la madre
- 1981 José Manuel Caballero Bonald per Toda la noche oyeron pasar pájaros
- 1982 Antonio Burgos per Las cabañuelas de agosto
- 1983 Mercedes Salisachs per El volumen de la ausencia
- 1984 Santiago Lorén Esteban per La vieja del molino de aceite
- 1985 Jesús Fernández Santos per El griego
- 1986 Nicolás Salas per Morir en Sevilla
- 1987 Emilio Romero per Tres chicas y un forastero
- 1988 Josep Maria Gironella i Pous per La duda inquietante
- 1989 Daniel Múgica Díaz per Uno se vuelve loco
- 1990 Juan Marsé per El amante bilingüe
- 1991 Ramón Serrano per Gentes de soledad
- 1992 Pedro Casals Aldama per El infante de la noche
- 1993 Jesús Torbado Carro per El peregrino
- 1994 Juan Eslava Galán per El comedido hidalgo
- 1995 Felipe Benítez Reyes per Humo
- 1996 Mariano García Torres per El silencio roto
- 1997 Martín Casariego per La hija del coronel
- 1998 Félix Bayón per Un hombre de provecho
- 1999 Ramón Pernas per Paso a dos
- 2000 Andreu Martín per Bellísimas personas
- 2001 Álvaro Bermejo per La piedra imán
- 2002 María García-Lliberós per Como ángeles en un burdel
- 2003 Luis del Val per Las amigas imperfectas
- 2004 Rafael Torres per Los náufragos de Stambroock
- 2005 Fernando Marías per El mundo se acaba todos los días
- 2006 Eugenia Rico per El otoño alemán
- 2007 Espido Freire per Soria Moira
- 2008 Félix J. Palma per El mapa del tiempo
- 2009 Andrés Pérez Domínguez per El violinista de Matthaussen
- 2010 Vanessa Montfort per Mitología de Nueva York
- 2011 Alfonso Domingo per El espejo negro
- 2012 David Tejera per Seis peces azules
- 2013 Lorenzo Luengo per La cuestión Dante
- 2014 Félix González Modroño per El secreto del arenal
- 2015 Edmundo Díaz Conde, per El hombre que amó a Eve Paradise.[2]
- 2016 Montero Glez, per El carmín y la sangre[3]
- 2017 Jerónimo Tristante per Nunca es tarde
- 2018 Francisco Robles per El último señorito[4]
- 2019 José Ángel Mañas per La última juerga[5]